# Propilesedrina
La Propilesedrina (Benzedrex, Obesin) è un farmaco con proprietà stimolanti ed anoressizzanti. È usato principalmente come decongestionante nasale.

## Storia
Tra il 1948 e il 1949 Il crescente abuso dell'inalatore "Benzedrine" (contenente amfetamina) spinse i detentori del brevetto, la Smith, Kline & French a rimpiazzarlo completamente con il "Benzedrex" che conteneva Propilesedrina, e prometteva effetti meno stimolanti e privi della tendenza all'abuso che ne avevano reso famoso il suo predecessore.
Attualmente il Benzedrex è prodotto da B.F. Ascher & Co. Inc. Pharmaceuticals. Negli USA è a tutt'oggi liberamente acquistabile senza ricetta. In Italia la Propilesedrina è iscritta alla Tabella dei Medicinali Sez. B.

## Chimica
Dal punto di vista della chimica organica la propilesedrina è un ciclo-alchil-etil-ammina, la sua base libera si presenta come un liquido oleoso e volatile a temperatura ambiente, la cui lenta vaporizzazione ne permette un facile utilizzo per via inalatoria.
Sali acidi come il cloridrato si presentano spesso come una polvere cristallina biancastra prontamente solubile in acqua.

## Interazioni
In letteratura è riportato un caso di morte la cui causa è attribuita alla somministrazione concomitante di propilesedrina e mitraginina (principale alcaloide della Mitragyna speciosa).